# Bart van den Bossche
Pour les articles homonymes, voir Van den Bossche.
Bart Erna Paul Van den Bossche (17 avril 1964 à Ostende - 6 janvier 2013  à Lint) est un chanteur et présentateur flamand. Il a grandi à Courtrai.

## Biographie
Van den Bossche est né à Ostende le 17 avril 1964, mais a grandi à Courtrai. Il commence à jouer de la guitare et à chanter pendant ses études secondaires. Après cela, il étudie au conservatoire de Bruxelles. Son style de musique est très influencé par celui de Johan Verminnen et de Raymond Van het Groenewoud.
Son premier disque sort en 1986. Cette même année, sa chanson Overstuur (bouleversé) devient un succès au près des radios flamandes. En 1989, il participe à Eurosong 1989, un concours organisé par la BRT pour présélectionner l'artiste qui représentera la Belgique à l'eurovision cette année là. Il arrive troisième avec sa chanson De kracht van een lied ( la force d'un chant).